# SSSS.Gridman
SSSS.Gridman – seria anime będąca adaptacją tokusatsu Denkō Chōjin Gridman. Wyprodukowana została wspólnie przez studio Trigger oraz Tsuburaya Productions, twórców Ultra Serii. Obydwie wytwórnie współpracowały poprzednio przy ONA Denkou Choujin Gridman: boys invent great hero dla Japan Animator Expo. Skrót SSSS oznacza Special Signature to Save a Soul (ang. specjalny podpis, by ocalić duszę) i jest on odniesieniem do amerykańskiej adaptacji serii pod tytułem Superhuman Samurai Syber-Squad. 
Sequel pod tytułem SSSS.Dynazenon został zapowiedziany jako kontynuacja serii dziejąca się w tym samym uniwersum i ma się ukazać w kwietniu 2021 roku. 

## Fabuła
Yūta Hibiki, uczeń pierwszej klasy liceum, mieszka w fikcyjnym japońskim mieście Tsutsujidai. Cierpi on na zaniki pamięci, ponadto jest w stanie widzieć rzeczy niedostrzegalne dla innych ludzi. Na starym komputerze natyka się na Hyper Agenta Gridmana, który przekazuje mu, że ma on misję do wykonania. Yūta próbuje zrozumieć znaczenie tego, co usłyszał, jak również odkryć przyczynę jego problemów z pamięcią. 
Pojawienie się po pewnym czasie kaijū drastycznie zmienia życie zarówno Yūty, jak i jego kolegów z klasy. Odkrywa on, że jest w stanie połączyć się z Gridmanem i stanąć do walki z bestią. Jednak po jej ataku pamięć ludzi w okolicy zostaje wyczyszczona a Ci, którzy zginęli, zostają zapomniani. Działając w Sojuszu Gridman, Yūta wraz z przyjaciółmi szukają sposobu na rozprawienie się z potworem przy pomocy tajemniczych znajomych Gridmana, którzy są w stanie przemienić się w broń, z której on korzysta. 

## Anime
SSSS.Gridman został zapowiedziany na panelu studia Trigger podczas Anime Expo w 2017 roku, wraz z Darling in the Franxx oraz Promare. Studio opisało show jako ich anime podejmujące serię tokusatsu z oryginalną historią, niepowiązaną z wcześniejszymi produkcjami z serii. W trakcie Tokyo Comic Con 2017 ujawniono więcej szczegółów odnośnie do projektu, w tym obsadę, przewidywaną datę premiery w październiku 2018 roku, a także przedstawiono Masayuki Gotou jako projektanta postaci Gridmana i Hikaru Midorikawę jako aktora głosowego tej postaci. 24 marca 2018 roku na stronie internetowej projektu ukazały się informacje o szczegółach dotyczących obsady oraz wyglądu bohaterów. 
W trakcie panelu na Anime Expo 2018 studio Trigger potwierdziło odmienność nowej wersji od amerykańskich poprzedników wyjaśniając, że tworzą nowe show oparte na tym samym koncepcie. Podkreślono, że pomimo nowej historii SSSS.Gridman nie jest rebootem serii. Sama produkcja przebiegała równolegle z filmem Promare, zespoły odpowiedzialne za projekty współpracowały ze sobą i razem omawiały poszczególne zagadnienia. Na specjalnym filmie reżyser Akira Amemiya zwrócił uwagę, że historia skupi się na japońskiej młodzieży i ich stosunku do technologii. Po zakończeniu panelu odbyła się oficjalna premiera anime. 
Seria ukazywała się między 7 października a 23 grudnia 2018 roku. Za reżyserię odpowiadał Akira Amemiya, scenariusz napisał Keiichi Hasegawa, postać Gridmana zaprojektował Masayuki Gotou, zaś Masaru Sakamoto przygotował pozostałe postacie, z których część była inspirowana bohaterami serii Transformers. Muzykę skomponował Shirō Sagisu, czołówką jest „UNION” w wykonaniu grupy OxT, a tyłówką „youthful beautiful” śpiewana przez Maayę Uchidę. Podczas Anime Expo na premierze SSSS.Gridman Funimation na własnym panelu ogłosiło nabycie licencji na serię i przygotowanie do niej angielskiego dubbingu. 
14 grudnia 2019 roku na konwencji Tsubucon ogłoszono powstanie kontynuacji serii pod tytułem SSSS.Dynazenon, dziejącej się w tym samym uniwersum. Premiera jest przewidziana na 2 kwietnia 2021 roku.